# قوانين الروبوتية الثلاثة

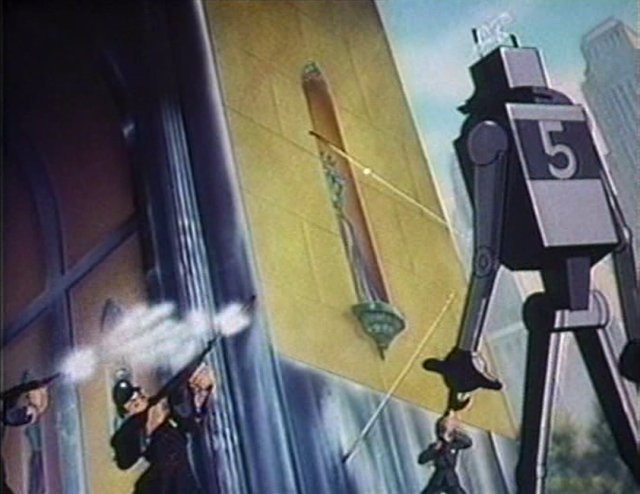

القوانين الروبوتية الثلاثة أو قوانين أسيموف قوانينُ يلتزم بها الإنسان الآلي.
وأول ظهورِها في رواية خيالٍ علمي، وهي رواية «التملُّص»، كتبَها روائيُّ الخيال العلمي الأمريكيُّ (الروسي المولد) إسحاق أسيموف، سنةَ 1942.
وهي ضوابطُ في طريقة برمجة الآليين وصُنعِهم، ولا سيَّما في الذكاء المُصطنَع. وهي:
1. ألَّا يُؤذِيَنَّ إنسانًا، ولا يسكتَنَّ عمَّا يحتملُ أذية إنسان.
2. وأنْ يُطيعَ أوامر الإنسان ما لَمْ تُخالفِ القانون الأول.
3. وأنْ يَحفَظ لنفسِه البقاء ما لَمْ يُخالف القانونينِ: الأولَ، والثاني.

ثم زاد عليها أسيموف القانونَ رقْم صفر، وهو:
0. ألَّا يؤذيَ البشر، ولا يقعدَنَّ ساكتًا إذا أحاط بهم أذًى أو سُوء.

## تطبيق القوانين
و يعتبر الكثير من العاملين في مجال الذكاء الاصطناعي هذه القوانين بمثابة اتجاه أو تيار فكري لهم، حيث يقولون أن الروبوت المثالي يجب أن يتحلى بهذه الصفات أو أنه حتى لا تنقلب علينا التقنية بعواقب وخيمة يجب علينا برمجة وصناعة الروبوتات بهذه الطريقة. إلا أن العديد من الخبراء والعاملين في هذه المجال وكتاب الروايات الخيالية لا يتفقون مع هذا التيار ويأتون بعلل كثيرة منها أن مثل هذه القوانين غير قابلة للتطبيق بما أن الجيش من أحد كبار ممولي البحوث في مجال الروبوتيك (أي علم الإنسان الآلي)، بالإضافة إلى أنهم يرون الضرر الأكبر في كون روبوتات تطبق هذه القوانين حرفياً ستكون في حرمان البشرية من المغامرة والقيام بمجازفات والتي قد تكون مربحة في بعض الأحيان.

## انتقاد
على الرغم من انتشار هذه القوانين والالتزام بها في الأوساط العلمية والصناعية التي تقوم بالعمل على الروبوتات، لازال هناك الكثير من الغموض حول تفسير هذه القوانين خاصة ما يتعلق بمفهوم «الإيذاء»، حيث أن منع الإيذاء في الوقت الحالي يقتصر غالبا على منع الإيذاء الجسدي أو الميكانيكي للإنسان (منع الجروح، والحروق، وغيرها من الأضرار الجسدية)، إلا أن بعض وجود الروبوتات قد يسبب بشكل مباشر أو غير مباشر بالأذى سواء لمستخدمها أو للأفراد المحيطة سواء عن طريق الإتلاف القصدي أو غير القصدي للممتلكات، أو الأموال وذلك بعدم قيام الروبوت بعمل يغطي كلفته المادية.
هناك منحى آخر بالإيذاء البشري من قبل الروبوتات يتعلق باستخدام الموارد، سواء الشبكة الكهربائية (في حين حاجة أشخاص آخرين لقضاء أمور أكثر أهمية) أو من ناحية استخدام موارد حاسوبية أو عناصر نادرة لبناء الروبوت قد تكون أكثر فائدة في تجهيزات طبية أو بحثية علمية.

## تاريخيا
في كتابه «بقية من الروبوتات»، المنشور في عام 1964، أشار أسيموف إلى أنه عندما بدأ الكتابة في عام 1940، شعر أن واحدة من المؤامرات الخيالية من الخيال العلمي، تم إنشاء الروبوتات وتدمير صانعها. المعرفة لها مخاطرها، نعم ولكن هل يكون الرد هو التراجع عن المعرفة أم أن المعرفة يجب أن تكون في حد ذاتها عائقًا أمام الأخطار التي تجلبها؟، قرر أسيموف أنه في قصصه لن ينقذ الروبوت بغباء على صانعها دون أي غرض سوى أن يبرهن، لوقت آخر على جريمة فاوست وعقابه.
في 3 مايو 1939، حضر أسيموف اجتماعًا لجمعية كوينز (نيويورك) للخيال العلمي، حيث التقى إيرل وأوتو بيندر الذين نشروا مؤخرًا قصة قصيرة أنا، روبوت«تضم روبوتًا متعاطفًا يدعى آدم لينك والذي أسيء فهمه وبدافع من الحب والشرف. (كانت هذه هي أول سلسلة من عشر قصص؛ في العام التالي» انتقام آدم لينك (1940) أظهر آدم وهو يفكر لا يجب أن يقتل الروبوت إنسانًا مطلقًا بمحض إرادته الحرة.)  أعجب أسيموف بالقصة. بعد ثلاثة أيام، بدأ أسيموف في كتابة قصتي الخاصة عن روبوت متعاطف ونبيل، قصته الرابعة عشرة. بعد مضي ثلاثة عشر يومًا، اصطحب روبي إلى جون دبليو. كامبل رئيس تحرير مجلة استوندينج للخيال العلمي Astounding Science-Fiction. رفضت كامبل ذلك، مدعية أنها تشبه إلى حد كبير فيلم "Helen O'Loy" الذي أصدرته ليستر ديل ري، والذي نُشر في ديسمبر 1938 وهي قصة روبوت يشبه إلى حد كبير الشخصية التي تقع في حب صانعها وتصبح زوجته المثالية. قام فريدريك بول بنشر القصة تحت عنوان "Strange Playfellow" في قصص Super Science Stories في سبتمبر 1940.

ينسب أسيموف القوانين الثلاثة إلى جون دبليو كامبل، من محادثة جرت في 23 ديسمبر 1940. وادعى كامبل أن أسيموف كان لديه ثلاثة قوانين بالفعل في ذهنه وأنهم يحتاجون ببساطة إلى ذكرها صراحة. بعد عدة سنوات، عزا صديق أسيموف راندال غاريت القوانين إلى شراكة تكافلية بين الرجلين وهو اقتراح تبناه أسيموف بحماس. وفقًا لكتاباته الخاصة بالسيرة الذاتية، شمل أسيموف شرط التقاعس في القانون الأول بسبب قصيدة آرثر هيو كلوغ "The Last Filmogue" (نص في ويكي مصدر)، والذي يتضمن الخطوط الساخرة "أنت لا تقتل، لكنك لا تحتاج إلى السعي الكفاح ابق على قيد الحياة.
على الرغم من أن أسيموف يثبت أنشئ القوانين الثلاثة في تاريخ واحد معين، إلا أن ظهورها في أدبه حدث خلال فترة حيث كتب قصتين روبوت دون ذكر صريح للقوانين، «روبي» و «السبب». افترض، مع ذلك، أن الروبوتات سيكون لها بعض الضمانات الملازمة. يذكر «كذاب!»، روايته الروبوت الثالثة، أول ذكر للقانون الأول وليس الأولين. ظهرت القوانين الثلاثة أخيرًا في "Runaround". عندما تم تجميع هذه القصص والعديد من القصص الأخرى في مختارات أنا، روبوت، «العقل» و «روبي» تم تحديثها للاعتراف بجميع القوانين الثلاثة، على الرغم من أن المواد التي أضافها أسيموف إلى «السبب» لا تتسق تمامًا مع القوانين الثلاثة لأنه وصفهم في مكان آخر. على وجه الخصوص فإن فكرة الروبوت الذي يحمي حياة البشر عندما لا يعتقد أن هؤلاء البشر موجودون حقًا تتعارض مع منطق إيليا بيلي، كما هو موضح أدناه.
خلال الخمسينيات من القرن الماضي، كتب أسيموف سلسلة من روايات الخيال العلمي التي صممت خصيصًا للشباب البالغين. في الأصل، توقع ناشره إمكانية تكييف الروايات في مسلسل تلفزيوني طويل الأمد، وكان شيء مثل The Lone Ranger مخصصًا للإذاعة. خوفًا من تكييف قصصه مع البرامج «الفظيعة» التي شاهدها وهي تغمر القنوات التلفزيونية، قرر أسيموف نشر كتب Lucky Starr تحت اسم مستعار "Paul French". عندما سقطت خطط المسلسل التلفزيوني.